# Gallia Sports d'Alger
El Gallia Sports d'Alger, també conegut com Gallia Sports Algérois, GS Alger o GSA, fou un club poliesportiu algerià de la ciutat d'Alger. El club disposava de seccions d'atletisme, basquetbol, boules, boxa, futbol, handbol, natació, rugbi i voleibol.
El club va ser fundat l'any 1908 i desaparegué el 1962, coincidint amb la independència l'Algèria.

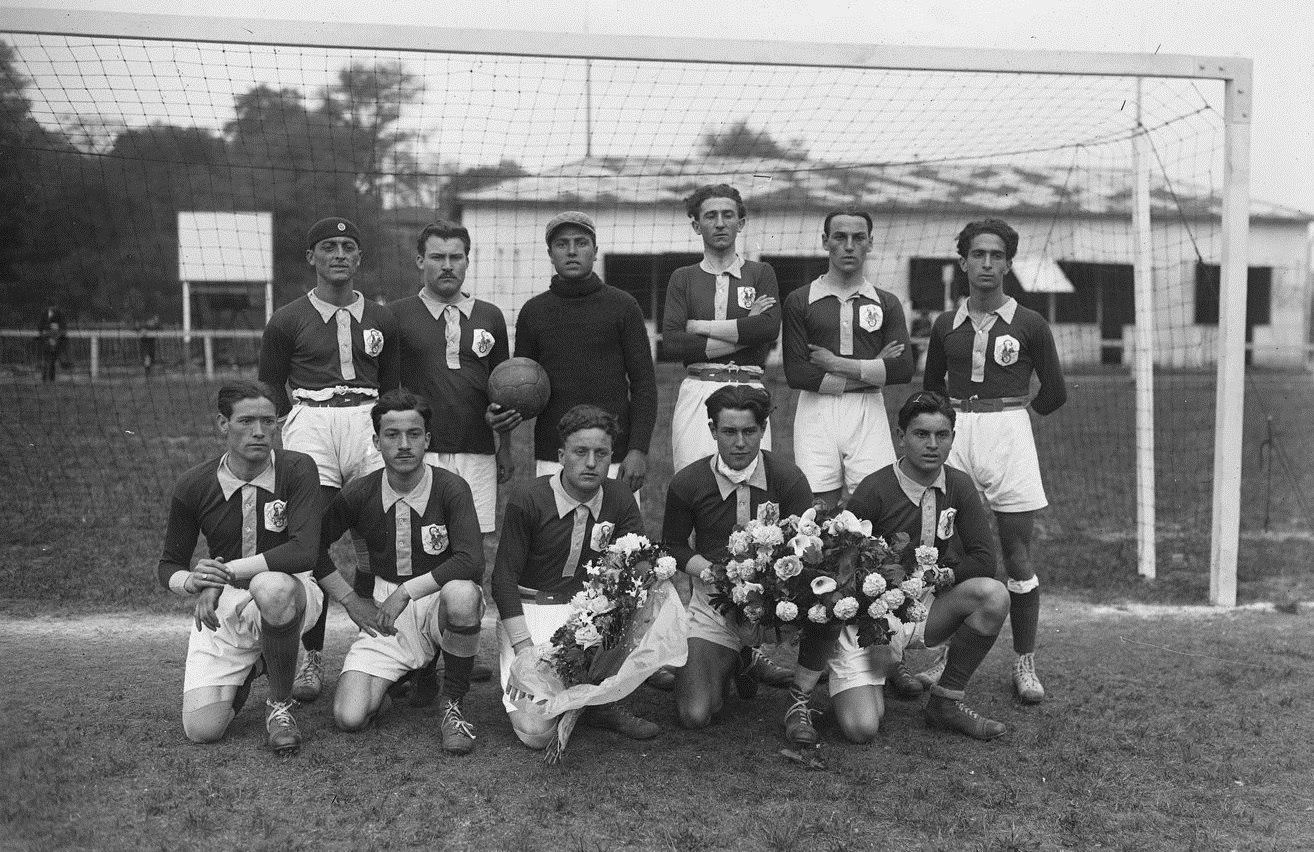
Gallia Sports d'Alger el 19 de maig de 1921.

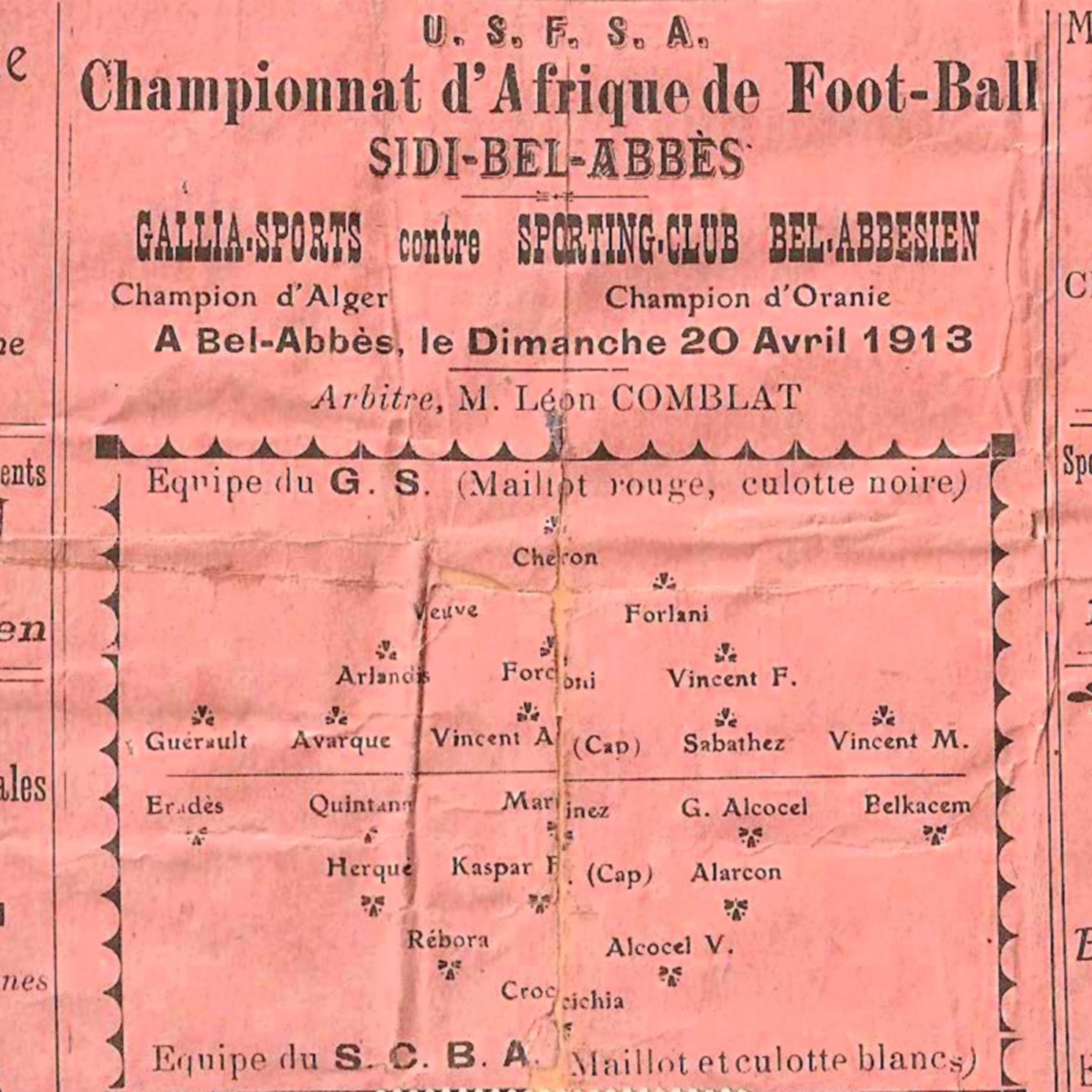
Cartell que anunciava un partit del campionat nord-africà el 1913.

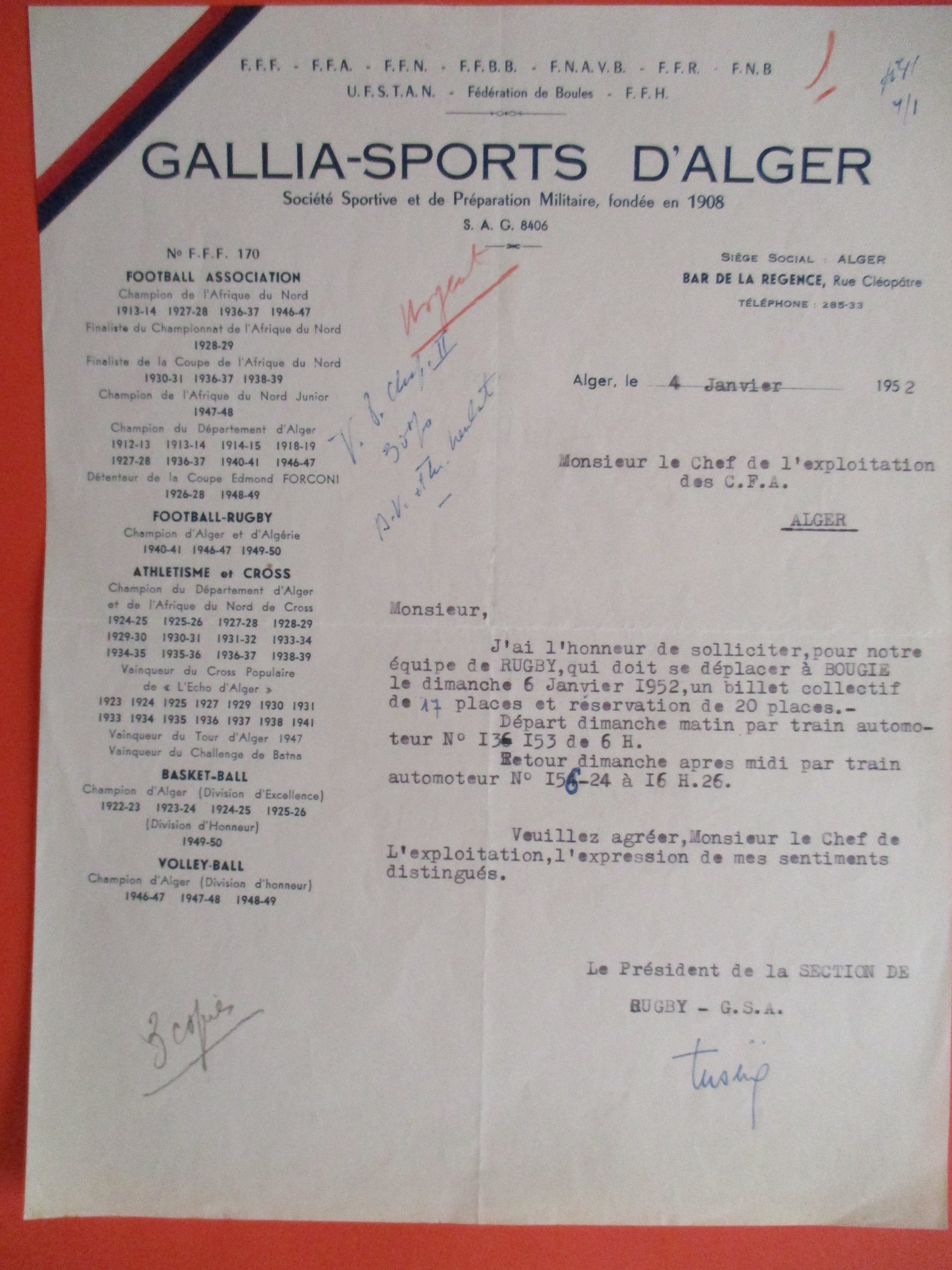
Correu elaborat pel club l'any 1952.

El club va ser fundat per colons europeus d'Alger el maig de 1908, esdevenint un dels més antics de la ciutat. El nom del club fa referència a la Gàl·lia romana i els seus colors són el blau, vermell i blanc.

## Palmarès
Futbol
- Lliga d'Alger de futbol:[4]
  - 1913, 1914, 1915, 1919, 1928, 1937, 1941, 1947, 1951, 1954, 1954, 1958, 1961

- Copa Forconi:
  - 1927, 1949, 1959, 1960.

- Lliga algeriana de futbol:[4]
  - 1958

- Copa algeriana de futbol:[5]
  - 1958, 1959, 1960

- Campionat d'Àfrica del Nord de futbol (USFSA):
  - 1914

- Campionat de l'Àfrica del Nord francesa de futbol:[6]
  - 1928, 1937, 1947, 1951

- Copa de l'Àfrica del Nord francesa de futbol:[7]
  - finalista els anys 1931, 1937, 1938, 1955

Atletisme
- Departament d'Alger et de l'Afrique du Nord de Cros:
  - 1925, 1926, 1928, 1929, 1930, 1931, 1932, 1934, 1935, 1936, 1937,[8] 1939
- Cross Popular de l'Écho d'Alger:[9]
  - 1923, 1924, 1925, 1927, 1929, 1930, 1931, 1933, 1934, 1935, 1936, 1937, 1938,[10] 1941
- Tour d'Alger:
  - 1947

Basquetbol
- Campionat d'Alger (Division d'Excellence):
  - 1923, 1924, 1925, 1926
- Campionat d'Alger (Division d'Honneur):
  - 1950

Rugbi
- Campionat d'Alger i Algèria:
  - 1941, 1947, 1950

Voleibol
- Campionat d'Alger (Division d'Honneur):
  - 1947, 1948, 1949